# Borne de Demigny
La borne de Demigny est une borne située à Demigny, dans le département de Saône-et-Loire, en France.

## Présentation
Cet édifice fait l’objet d’un classement au titre des monuments historiques le 22 septembre 1927.  